# Réti lórom
A réti lórom (Rumex obtusifolius) a szegfűvirágúak (Caryophyllales) rendjébe, ezen belül a keserűfűfélék (Polygonaceae) családjába tartozó faj.

## Előfordulása
A réti lórom eredeti előfordulási területe Európa volt, azonban sikeresen betelepítették Észak-Amerikába, Ausztráliába, Új-Zélandra és sok más helyre is.

## Alfaja
- Rumex obtusifolius subsp. transiens (Simonk.) Rech.f.

## Megjelenése
Évelő növényfaj, mely 50-130 centiméter magasra is megnőhet. A levelei nagyok és oválisak, a tövüknél szív alakúak, míg a végük hegyesen lekerekített. Egyes levelek szára, főleg a fiataloké vörös színűek. A levelek szélei enyhén hullámosak, felső felük szőrtelen, míg az alsón kiemelkedések érzékelhetők. A levél 40 centiméter hosszú is lehet. A vöröses árnyalatú szára a virágzat alatt nem ágazik el. A virágzatát sok apró zöldes árnyalatú virág alkotja. A virág idősebb korában vörösesé változik. A magok vörösesbarnák.

## Életmódja
Ez a növényfaj számos élőhelyen képes megélni. Szántóföldeken, mezőkön, szeméttelepeken, útszéleken és partok mentén egyaránt fellelhető. Júniustól szeptemberig virágzik.

## Felhasználása
A levelei nyersen és főzelékként is ehetők. Mivel oxálsavat tartalmaz, nagy mennyiségű fogyasztása veszélyes lehet. A szárított magvai, fűszerként használhatók.

## Képek

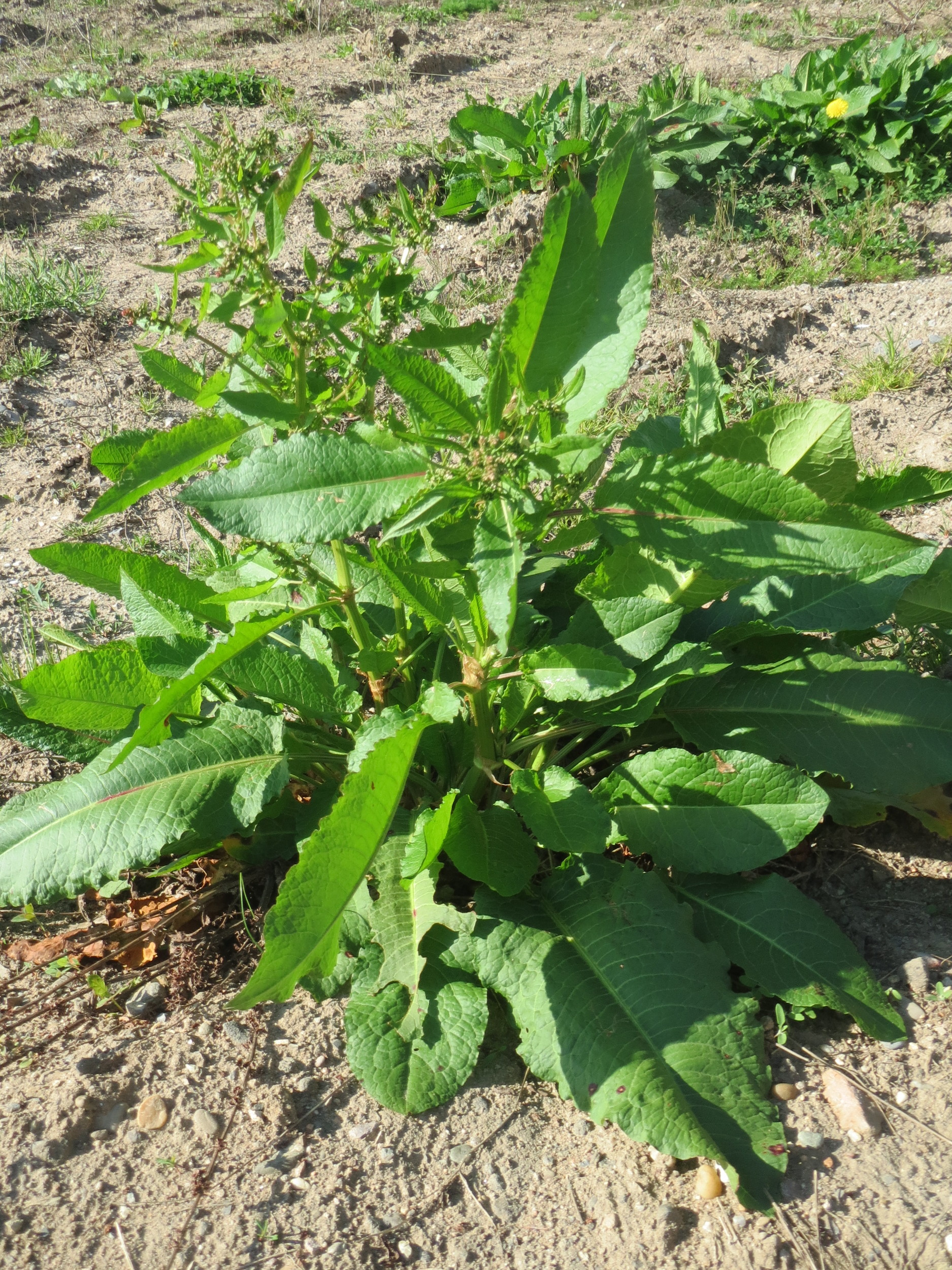
A növény
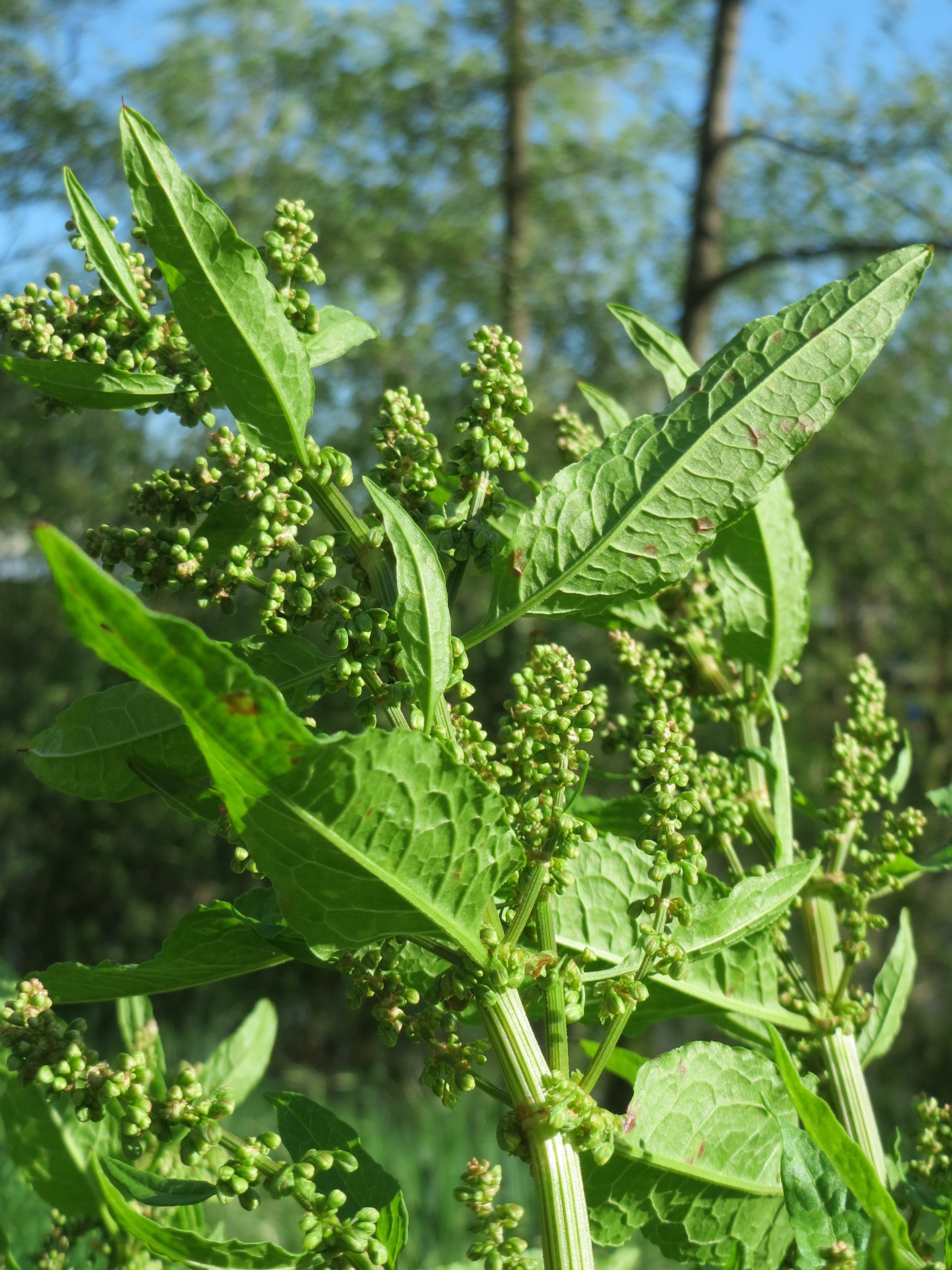
Fiatal és
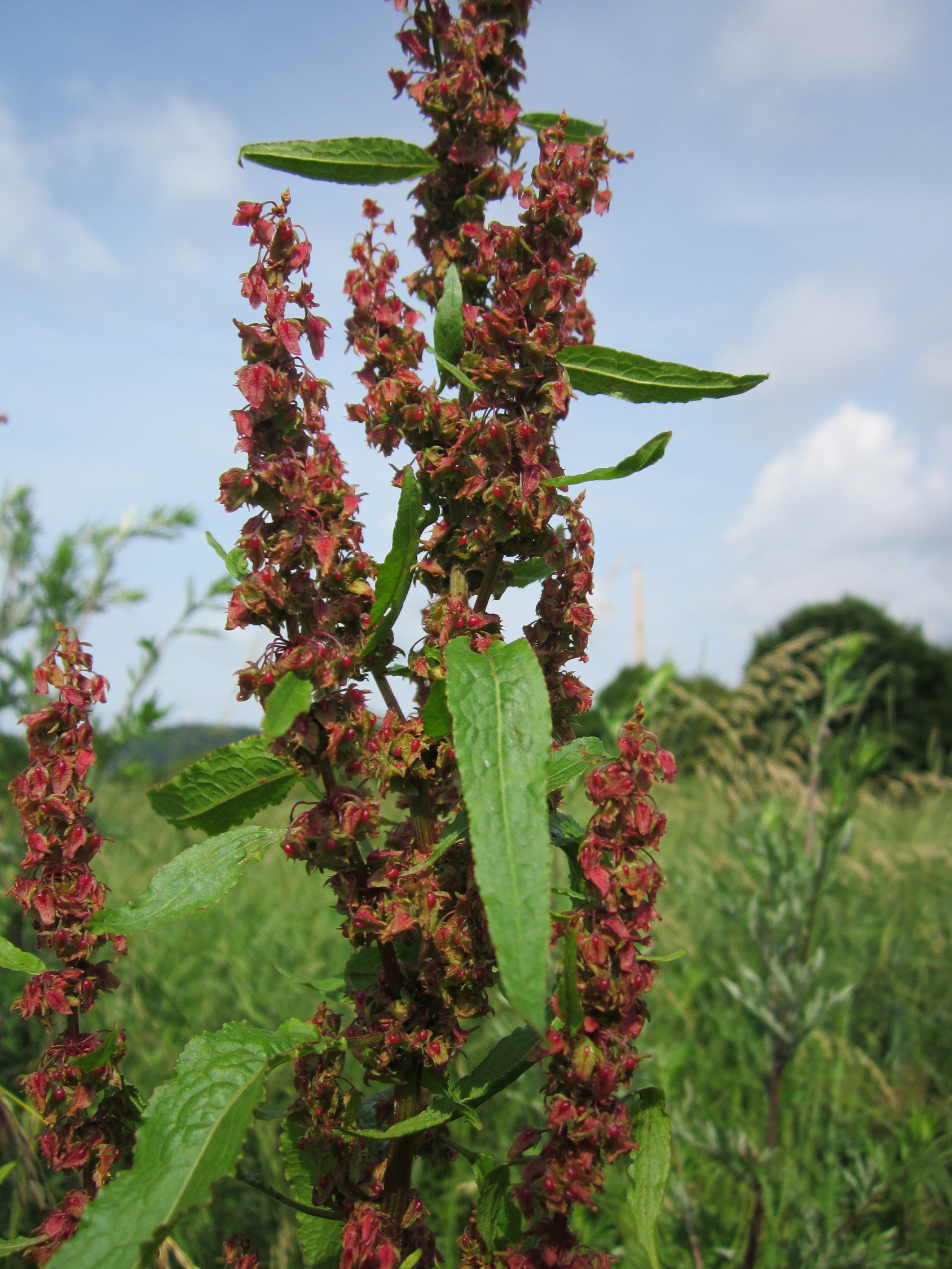
idős virágzatok
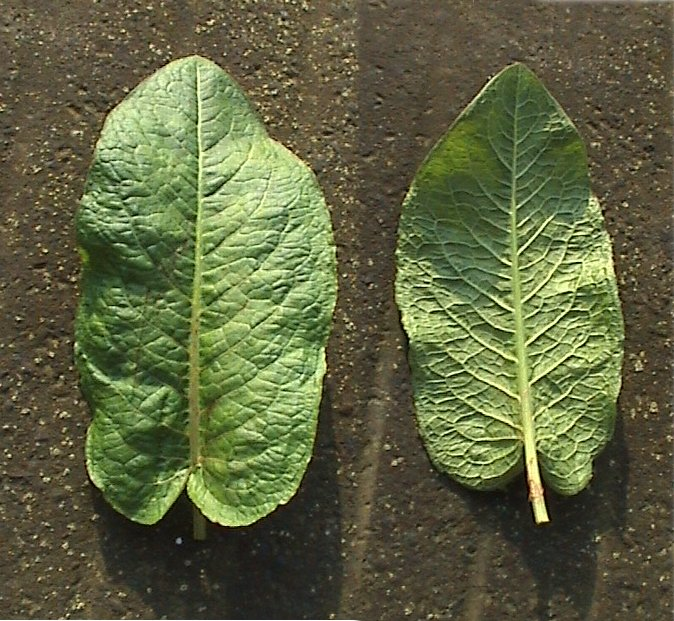
A levelei

### Fordítás
- Ez a szócikk részben vagy egészben  a   Rumex obtusifolius című angol Wikipédia-szócikk ezen változatának fordításán alapul.  Az eredeti cikk szerkesztőit annak laptörténete sorolja fel. Ez a jelzés csupán a megfogalmazás eredetét és a szerzői jogokat jelzi, nem szolgál a cikkben szereplő információk forrásmegjelöléseként.